# Городищенська сільська рада (Троянівський район)
Городищенська сільська рада — колишня адміністративно-територіальна одиниця та орган місцевого самоврядування у Іванківському і Троянівському районах Волинської округи, Київської та Житомирської областей Української РСР з адміністративним центром у селі Городище.

## Населені пункти
Сільській раді на момент ліквідації були підпорядковані населені пункти:
- с. Городище

## Історія та адміністративний устрій
Створена 13 грудня 1929 року, відповідно до наказу Волинського ОВК № 50 «Про адміністративно-територіяльні зміни та утворення нової сільради в Іванківському районі», в с. Городище Янковецької сільської ради Іванківського району Волинської округи. 2 вересня 1930 року, після ліквідації Іванківського району, сільську раду включено до складу Троянівського району Волинської округи.
Станом на 1 вересня 1946 року сільська рада входила до складу Троянівського району Житомирської області, на обліку в раді перебувало с. Городище.
Ліквідована 11 серпня 1954 року, внаслідок виконання указу Президії Верховної ради УРСР «Про укрупнення сільських рад по Житомирській області», територію та с. Городище передано до складу Іванківської сільської ради Троянівського району Житомирської області.